# Gunung Sipong Pong
Gunung Sipong Pong är ett berg i Indonesien.   Det ligger i provinsen Aceh, i den västra delen av landet, 1 600 km nordväst om huvudstaden Jakarta. Toppen på Gunung Sipong Pong är 1 740 meter över havet, eller 262 meter över den omgivande terrängen. Bredden vid basen är 4,7 km.
Terrängen runt Gunung Sipong Pong är bergig österut, men västerut är den kuperad.Runt Gunung Sipong Pong är det glesbefolkat, med 13 invånare per kvadratkilometer. I omgivningarna runt Gunung Sipong Pong växer i huvudsak städsegrön lövskog.